# 陈刚 (科学家)
陈刚（1964年—），男，湖北南漳人，美国纳米热电材料和流体学者，美国国家工程院院士，麻省理工学院教授，Pappalardo微纳工程实验室主任，S3TEC中心主任。在麻省理工學院 (MIT)，他目前是動力工程卡尔·理查德·瑟德贝里（Carl Richard Soderberg）座席教授，並於2013年7月23日至2018年6月30日擔任機械工程系主任。他領導著固態太陽能熱能轉換中心(S3TEC)，這是一個能源前沿研究中心，以前由美國能源部資助。  他於2010年當選為美国国家工程院院士。
其带领的团队首次打破被公认为物体间热力传导基本法则的「黑体辐射定律」公式，证实物体极度近距时的热力传导，可以高到定律所预测的千倍。
2021年1月，美國司法部根據「中國行動計劃」拘捕陈刚，指控他在提交聯邦撥款申請時未披露與多個中國教育項目的聯繫。陈刚被捕一事引發美國學術界及科學界的強烈抗議，認為政府是在針對他華裔的身份。一年後，聯邦檢察官撤銷了指控，指有證據表明聯邦政府實際上並未要求申請人需要做相關披露。

## 早年生活和教育
1964年出生于湖北省南漳县。1978年—1980年，就读于襄樊市第五中学。1984年获华中工学院（华中科技大学前身）动力系学士学位，1987年获华中工学院动力系硕士学位。
1993年获加利福尼亚大学伯克利分校机械系博士学位。

## 科研事業
陈刚在1993年至1997年任杜克大学助理教授。1997年至2001年任加利福尼亚大学洛杉矶分校副教授。2001年任职于麻省理工学院。陳刚在熱電、 納米技術、 和熱力工程方面做出了重大貢獻。 
2022年，陳刚和同事團隊發現立方砷化硼是一種高效半導體，這一發現在電子學中具有潛在的重要應用。

## 「中國行動計劃」被拘捕
2021年1月14日早上六點半，十几名FBI特工來到陈刚家中，指控他在提交美國能源部撥款申請時涉嫌未披露與中國相關的聯繫，而將他拘捕。他其後被正式起訴未向美國通報與中國實體的聯繫、電匯欺詐，未在某些納稅年度提交外國銀行賬戶報告、作出虛假陳述。陈刚被捕後麻省理工学院校长雷欧·拉斐尔·莱夫发出公開信表示︰「惊讶、非常沮丧且难以理解」。2021年1月21日，麻省理工學院100多名教職員工向校長提交聯署信抗議拘捕行動，並指在訴訟書中有「嚴重缺陷和誤導性陳述」，最後以「我們都是陳剛」收結。
FBI文件稱，陳刚從中國南方科技大學處獲得了1900萬美元。2021年1月22日，麻省理工學院校長發表第二份聲明，指出那些資金不是給陈刚的，而是麻省理工學院與南方科技大學合作的資金，陈刚只是作為麻省理工的代表負責資金的流向。
司法部的起訴書引起了許多批評， 更多麻省理工學院教師共同簽署了抗議信，並表示「為陳剛辯護就是為我們珍視的科學辯護」。麻省理工學院的一位研究人員表示，司法部的「中國行動計劃」從根本意義上就錯誤理解了國際的研究合作。
2021年9月，檢方向陳刚提出延期起訴協議，這將使他能夠重回工作崗位，未來還能申請政府資助，但作為回報他必須承認與中國有關係，陳刚拒絕。
2022年1月14日，華爾街日報報導稱聯邦檢察官已建議撤銷對陳教授的刑事指控。同一天，華盛頓郵報報導說，美國能源部其實並沒有要求陳剛透露他與中國教育項目的聯繫，這令聯邦指控的基礎嚴重削弱。2022年1月20日，美国司法部撤销了对其的犯罪指控。
在指控撤销後，陳刚接受紐約時報訪問，表示過去一年的經歷「令人痛苦」，指是這個國家的悲哀也讓他理想幻滅，並表示已沒有信心申請美國政府的研究基金。

## 荣誉
- 美国国家科学院（NAS）院士, 2023年
- 美国艺术与科学学院（AAAS）院士, 2018
- 台湾中央研究院 院士, 2014
- 美国国家工程院（NAE）院士, 2010
- 美國科學促進會（AAAS）会员, 2009
- 麻省理工大学动力学院卡尔·理查德·瑟德贝里（Carl Richard Soderberg）座席教授, 2009-
- 美国机械工程师协会热传递纪念奖（ASME Heat Transfer Memorial Award）, 2008
- 研究与发展100奖（R&D 100 Award）, 2008
- Julius Spring应用物理论坛最佳论文奖（Best paper award）, 2008
- 湖南科技大学客座教授, 2007
- Warren和Towneley Rohsenow教授, 2006-2009
- 美国机械工程师协会（ASME）会员, 2006
- InterPACk最佳论文奖, 2005
- 古根海姆（Guggenheim）会员, 2002-2003
- 美国国家科学基金会（National Science Foundation）杰出青年奖（Young Investigator Award）, 1994
- 热传导杂志杰出评论者, 1994-1997
- 杜克大学Warren教员奖学金, 1996-1997
- K.C. Wong教育基金奖学金, 1989-1992[42]

## 学术兼职
- 热传导年度评论（Annual Review of Heat Transfer）主编
- 纳米材料杂志（Journal of Nanomaterials）编者
- 纳米级和微米级热物理工程（Nanoscale and Microscale Thermophysical Engineering）编者
- 计算和理论纳米科学杂志（Journal of Computational and Theoretical Nanoscience）编者
- 热传导杂志（Journal of Heat Transfer）副编辑 (2002-2005)
- 材料科学工程A（Materials Science and Engineering A）客座编辑 (2000)
- ASME纳米技术协会咨询委员会主席 Nanotechnology Institute
- 台湾中央研究院应用科学中心咨询会员会成员

## 另見
- 中國行動計劃
- 胡安明